# هلنا بونهام کارتر
هلنا بونهام کارتر CBE (انگلیسی: Helena Bonham Carter؛ زادهٔ ۲۶ مهٔ ۱۹۶۶) بازیگر اهل بریتانیا است. او برای بازی در درام‌های دورانی شهرت دارد و جوایز مختلفی از جمله یک جایزهٔ فیلم بفتا دریافت کرده و نامزد دریافت دو جایزهٔ اسکار و پنج جایزهٔ امی ساعات پربیننده بوده‌است.
بونهام کارتر با بازی در اتاقی با یک چشم‌انداز (۱۹۸۵) و بانو جین (۱۹۸۶) به شهرت رسید. نقش‌های اولیهٔ او در ژانر دورانی و در سبک «رز انگلیسی» باکره بود، اما او از این عنوان ناراضی بود. او برای مد غیرعادی، سبک زیبایی‌شناسی تاریک و اغلب بابت بازی در نقش زنان غیرمعمول شناخته شده‌است. او برای بازی در بال‌های کبوتر (۱۹۹۷) نامزد دریافت جایزهٔ اسکار بهترین بازیگر زن شد و برای بازی در سخنرانی پادشاه (۲۰۱۰) برندهٔ جایزهٔ بفتای بهترین بازیگر نقش مکمل زن شد. او از ۲۰۱۹ تا ۲۰۲۰، شاهدخت مارگارت را در مجموعهٔ تاج از شبکهٔ نتفلیکس به تصویر کشید و برایش دو بار نامزد دریافت جایزهٔ جایزه امی ساعات پربیننده بهترین بازیگر نقش مکمل زن شد.

## زندگی شخصی
هلنا و تیم برتون نخستین بار هنگام ساخت فیلم سیارهٔ میمون‌ها محصول سال ۲۰۰۱ با هم آشنا شدند. کارگردانی این فیلم را تیم برتون بر عهده داشت و هلنا بونام کارتر نقش «اری» را بازی می‌کرد. از هنگام ساخت فیلم سیارهٔ میمون‌ها تاکنون، این زوج در ساخت چندین فیلم پرفروش از جمله چارلی و کارخانهٔ شکلات‌سازی، سویینی تاد، آلیس در سرزمین عجایب و سایه‌های تاریک همکاری کرده‌اند. آن‌ها در سال ۲۰۱۴، پس از ۱۳ سال زندگی مشترک، از هم جدا شدند. این زوج که هیچ‌گاه با هم ازدواج نکردند، پسری به نام بیلی و دختری به نام نل دارند.

## جوایز
- نامزد جایزه اسکار بهترین بازیگر نقش اول زن برای فیلم بال‌های کبوتر (۱۹۹۷)
- نامزد جایزه اسکار بهترین بازیگر نقش مکمل زن برای فیلم سخنرانی پادشاه (۲۰۱۰)
- کاندیدای بفتای بهترین بازیگر نقش مکمل زن برای فیلم هواردز اند در سال ۱۹۹۲
- کاندیدای بفتای بهترین بازیگر نقش اول زن برای فیلم بال‌های کبوتر در سال ۱۹۹۷

## گزیده فیلم‌شناسی
- اتاقی با یک چشم‌انداز (۱۹۸۵)
- بانو جین (۱۹۸۶)
- موریس (۱۹۸۷)
- خطر قلب (۱۹۸۷)
- طوفان (نمایشنامه) (۱۹۸۷)
- ماسک (۱۹۸۸)
- زن سفیدپوش (۱۹۸۸)
- درست انجام دادن (۱۹۸۹)
- فرانچسکو (۱۹۸۹)
- هملت (۱۹۹۰)
- خانه برناردا آلبا (۱۹۹۱)
- جایی که فرشتگان (۱۹۹۱)
- هواردز اند (۱۹۹۲)
- آرایشگر سویل (۱۹۹۲)
- ملکه رقصان (۱۹۹۳)
- باغ اسرارآمیز (۱۹۹۳)
- فرانکنشتاین (۱۹۹۴)
- مرغ دریایی (نمایش‌نامه) (۱۹۹۴)
- آفرودیت توانا (۱۹۹۵)
- موزه مارگارت (۱۹۹۵)
- شب دوازدهم (۱۹۹۶)
- بال‌های کبوتر (۱۹۹۷)
- به آسپیدیستراها رسیدگی کن (۱۹۹۷)
- خاطرات یک دختر جوان (۱۹۹۷)
- تئوری پرواز (۱۹۹۸)
- انتقام شیرین (۱۹۹۸)
- مرلین (۱۹۹۸)
- باشگاه مبارزه (۱۹۹۹)
- زنان و حرف‌های آنچنانی (۱۹۹۹)
- هر طور شما دوست دارید (۲۰۰۰)
- سیاره میمون‌ها (۲۰۰۱)
- نووکائین (۲۰۰۱)
- تا آنکه صداهای انسانی ما را بیدار کنند (۲۰۰۲)
- قلب من (۲۰۰۲)
- زنده از بغداد (۲۰۰۲)
- ماهی بزرگ (۲۰۰۳)
- هنری هشتم (۲۰۰۳)
- سرگذشت ناگوار، داستان‌های لمونی اسنیکت (۲۰۰۴)
- چارلی و کارخانه شکلات‌سازی (۲۰۰۵)
- والاس و گرومیت: نفرین موجود خرگوش‌نما (۲۰۰۵)
- گفتگو با زنان دیگر (۲۰۰۵)
- عروس مرده (صدا، ۲۰۰۵)
- شصت و شش (۲۰۰۶)
- هری پاتر و محفل ققنوس (۲۰۰۷)
- سوئینی تاد: آرایشگر شیطانی خیابان فلیت (۲۰۰۷)
- هری پاتر و شاهزاده دورگه (۲۰۰۹)
- رستگاری نابودگر (۲۰۰۹)
- انید (۲۰۰۹)
- آلیس در سرزمین عجایب (۲۰۱۰)
- سخنرانی پادشاه (۲۰۱۰)
- هری پاتر و یادگاران مرگ - قسمت اول (۲۰۱۰)
- نان تست (۲۰۱۰)
- هری پاتر و یادگاران مرگ - قسمت دوم (۲۰۱۱)
- سایه‌های سیاه (۲۰۱۲)
- یک درمان (۲۰۱۲)
- آرزوهای بزرگ (۲۰۱۲)
- بیینوایان (۲۰۱۲)
- روفس وین‌رایت (۲۰۱۲) (نماهنگ)
- رنجر تنها (۲۰۱۳)
- تی.اس اسپیوت جوان و شگرف (۲۰۱۳)
- شب فرا می‌رسد (۲۰۱۴)
- سیندرلا (۲۰۱۵)
- حق رای (۲۰۱۵)
- برایان آدامز (۲۰۱۵) (نماهنگ)
- آلیس در آن‌سوی آینه (۲۰۱۶)
- ۵۵ قدم (۲۰۱۷)
- گروهبان استابی (۲۰۱۸)
- هشت یار اوشن (۲۰۱۸)
- ندای وظیفه: بلک آپس ۴ (۲۰۱۸)
- تاج (مجموعه تلویزیونی) (۲۰۱۹)
- انتقام اژدها (۲۰۲۰)
- انولا هولمز (۲۰۲۰)
- خانه (۲۰۲۲)
- انولا هولمز ۲ (۲۰۲۲)
- یک زندگی (۲۰۲۳)